# Søre Brattholmen
Søre Brattholmen est un récif norvégien dans le landskap Sunnhordland du comté de Vestland. Il appartient administrativement à Sveio.

## Géographie
Rocheuse et couverte d'une légère végétation, à fleur d'eau, il s'étend sur environ 345 m de longueur pour une largeur approximative de 113 m. 